# Луганская улица (Москва)
Луга́нская у́лица (первоначально — Сосновая улица, по 1977 год, названная по сосновой роще (сейчас парк «Сосенки»), сохранившейся сейчас) — улица в Южном округе, в районе Царицыно.

## Описание
Луганская улица расположена между Кавказским бульваром и Каспийской улицей. Название перенесено с упразднённой Луганской улицы (до 1977 года — Сосновая) в бывшем посёлке Ленино (включен в состав Москвы в 1960 г.). Ранее на данной улице размещались частные дома и дачи, так любимые москвичами. Отсюда и название района Царицыно-Дачное, а с 1929 года Ленино-Дачное.
Улица была названа по городу Луганску в связи с её расположением в южной части города. Название улицы было утверждено 13 июля 1977 года. Примечательно, что город в то время назывался Ворошиловград.
Между Луганской, Бакинской, Тимуровской улицами и Кавказским бульваром находится парк «Сосенки».
Нумерация домов ведётся от Кавказского бульвара.
В конце 2015 года на части улицы введена платная парковка.

## Почтовые индексы
| Луганская улица | |
| Индекс          | Адреса домов |
| 115304          | 1, 1стр2, 3к1, 3к1стр2, 3к2, 3к2стр3, 5, 7к1, 7к1стр2, 7к2, 9стр1, 9стр2, 9стр3, 9стр4, 9А, 11, 11стр5, 13, 15, 15стр2, 15А |
| 115516          | 4к1, 4к1стр3, 4к1стр4, 4к2, 8, 10, 10стр2, 10стр3, 10Б, 12А, 12Б                                                            |

## Примечательные здания
- Дом 1 — нотариальная контора.

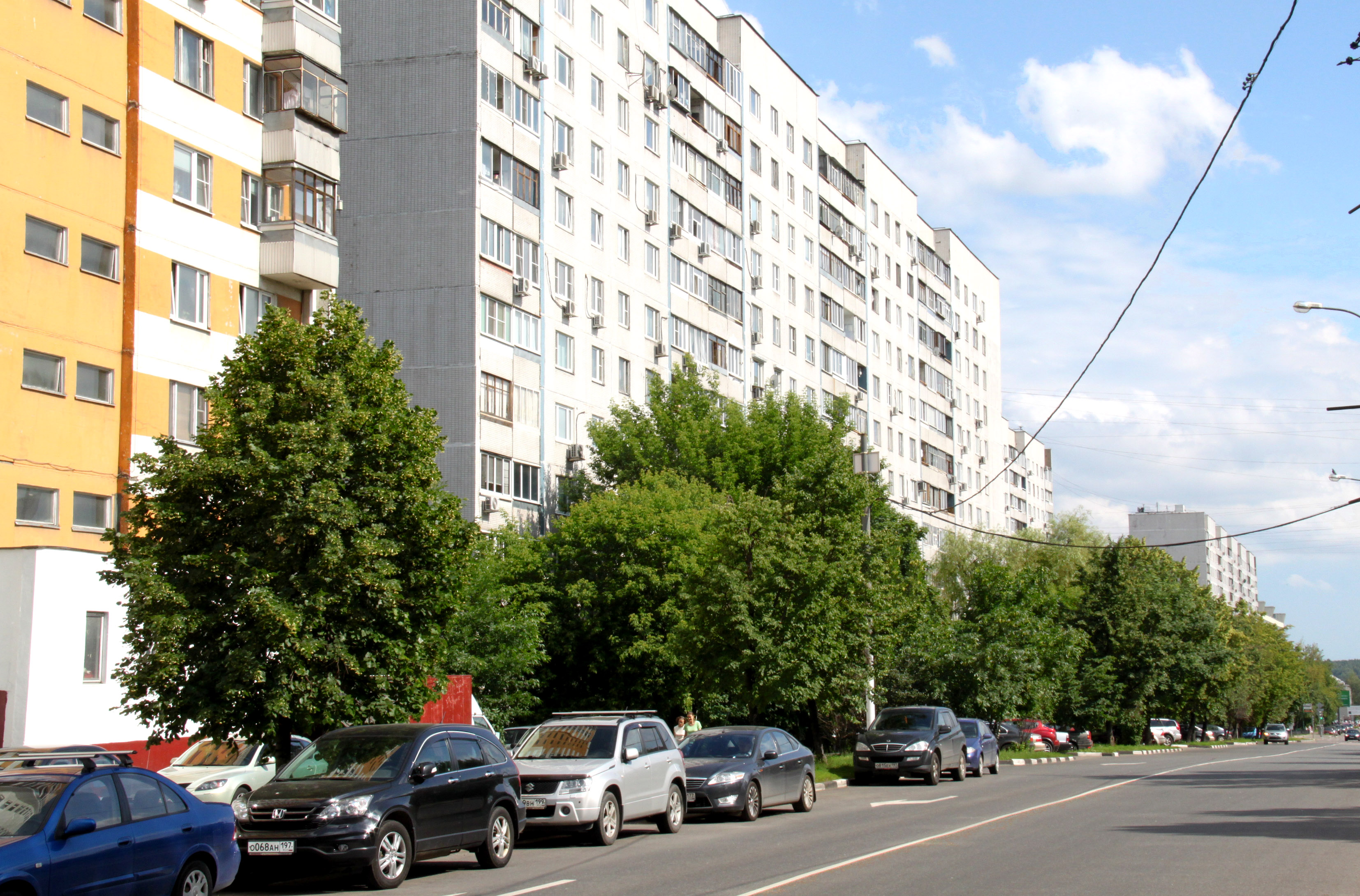
Начало Луганской улицы
от пересечения с Кавказским бульваром

- Дом 5 — Торгово-офисный центр, отделение Сбербанка, супермаркет «Перекрёсток», радиорынок «Спарк», аптеки.
- Дом 7, корпус 2 — Магазины КуулКлевер, МясновЪ, Отдохни, Магнолия, Улыбка радуги. Аптека Ригла.
- Дом 8 — нотариальная контора.
- Дом 10 — Торговый центр «Царицыно». Там же Царицынские (бывшие Сосновые) бани.

## Транспорт
- Автобусы: 814, с823, н13.